# تلمبه کاظم‌آباد (فردوس)
تلمبه کاظم‌آباد یک منطقهٔ مسکونی در ایران است که در دهستان فردوس (رفسنجان) واقع شده‌است.